# Onthophagus laticornis
Onthophagus laticornis är en skalbaggsart som beskrevs av Friedrich-August von Gebler 1823. Onthophagus laticornis ingår i släktet Onthophagus och familjen bladhorningar. Inga underarter finns listade i Catalogue of Life.